# Nera di Arbus
La pecora Nera di Arbus è una razza ovina autoctona presente in Sardegna. Il nome deriva dal comune di Arbus, della Provincia del Sud Sardegna. La pecora è una delle diciassette razze autoctone italiane, l'unica in Sardegna assieme alla più diffusa razza Sarda.

## Distribuzione
Di origine autoctona, è presente in Sardegna, in particolare nel Medio Campidano, specialmente nel territorio dell'Arburese, da cui ne prende il nome, e in minor parte in Ogliastra. Nuclei sono altresì presenti in altri paesi del bacino del Mar Mediterraneo ed in particolare nei paesi del Nordafrica. Grazie alle sue capacità di ambientamento è presente nelle zone collinari e montane. Essa infatti si adatta al pascolo nelle superfici cespugliate con macchia mediterranea.

## Aspetto
La specie si presenta di piccola taglia, con dimensioni ridotte rispetto alla razza sarda altresì diffusa nello stesso bacino. La testa è distinta e leggera, priva di lana e con presenza di un modesto ciuffo frontale. Solitamente un po’ allungata con profilo diritto o leggermente montonino nei maschi, mentre la faccia è uniformemente nera con espressione vivace e occhi grandi e vivaci con un leggero rigonfiamento palpebrale. Le narici sono larghe, la bocca ampia, mentre si registra spesso una assenza di orecchie o comunque la presenza di padiglioni piccoli. Le corna presenti sia nei maschi che nelle femmine. Il collo è ben unito alle spalle ed al petto, lungo ed esile nelle femmine mentre più forte e più robusto nei maschi. Il tronco è allungato e di forma tronco-conica, con un garrese ben serrato, leggermente pronunciato e piuttosto affilato nella pecora, più muscoloso nell’ariete. Il torace è profondo e leggermente piatto, con spalle ben attaccate, leggere, inclinate ed in armonia con le regioni circostanti mentre il dorso è forte e diritto con lombi larghi e robusti allineati con esso. Il ventre capace, arrotondato e modellato, i fianchi pieni, larghi e profondi, mentre la groppa leggermente spiovente, più lunga che larga, con coscia piatta, scarna e ben discesa. La coda è esile e lunga. La mammella è sferica, larga, ben sostenuta, forte negli attacchi, con tessitura morbida, spugnosa, elastica, quasi floscia dopo la mungitura e bene irrorata dalla corrente sanguigna periferica e con capezzoli proporzionati e ben diretti.
Il vello, caratteristica principale della razza, da cui prende anche il nome, è nero, aperto e costituito da bioccoli appuntiti, con una presenza di peli morti nel sottovello. È esteso fino a metà dell’avambraccio e poco sopra il garretto. La lana è di tipo grossolano aperto. La pelle invece è sottile, elastica e di colore nero, talvolta con una lieve picchiettatura bianca o marrone sulla testa, negli arti, e, in genere nelle parti prive di lana.

## Riproduzione
La prolificità della razza, intesa come rapporto percentuale tra gli agnelli nati ed il numero delle pecore partorite è pari al 120% in condizioni estensive. Mentre la fecondità annua, intesa come rapporto percentuale tra gli agnelli nati ed il numero delle pecore matricine, è pari al 110% in condizioni estensive. Essa è una razza a poliestro continuo con un breve intervallo di anestro. L'età media al primo parto è di 15 mesi.

## Consistenza
La Nera di Arbus è una delle diciassette pecore autoctone italiane per cui è tenuto un libro genealogico dall'Associazione Nazionale della Pastorizia, l'associazione nazionale italiana di ovini. La produzione tradizionale a cui era vocata questa razza era quella di lana, ma anche la produzione di latte e carne sono sempre state di qualità. Sulla sua origine non ci sono notizie certe: probabilmente si tratta di una selezione molto antica. Oggi le differenze con la bianca sarda sono evidenti, vista anche la selezione fatta negli ultimi decenni su quest’ultima. La nera di Arbus è stata progressivamente abbandonata negli anni settanta sulla spinta della ricerca di maggiore produttività e resa per la produzione di latte che ha portato alla progressiva sostituzione con la sarda bianca. La popolazione era quasi estinta, nel 2006 se ne contavano solo 500 esemplari: in pochi anni i numeri sono leggermente aumentati anche se rimangono ancora esigui. Nel 2008, il primo anno di registrazione sono stati registrati 233 capi nel libro genealogico e nel 2014 il numero totale registrato è salito a 5489. Nel 2019 sono stati stimati 2000 esemplari solo nel territorio di Arbus e circa 5000 in totale in Sardegna.

## Caratteri produttivi
La produzione di latte della Nera di Arbus è in media di 50 litri in 100 giorni per le pecore primipare e di 88-98 litri in 180 giorni per quelle pluripare. Il latte ha una media del 6,5% di grassi e del 5,6% di proteine. Gli agnelli pesano 9,5-9,8 kg al 30º giorno. La tosatura degli arieti produce circa 2 kg di lana, le pecore circa 1,2 kg.
La lana, di qualità grossolana, è usata per fare orbace, un tessuto a tessitura grossolana, da cui sono fatti molti tradizionali capi sardi, come su sacu, una pesante coperta impermeabile usata anche come mantello, o le caratteristiche ghette "cartzas" o "burtzighinos". Con le pelli, su cui è lasciata attaccata la lana, si confeziona invece "sa mastruca", l'antichissimo soprabito indossato dai pastori.

## Celebrazioni
Dal 2011, nell'ultimo weekend di luglio, nel centro abitato di Arbus, si celebra la Sagra della Pecora Nera, occasione di degustazione del prodotto ma anche di workshop e incontri per la tutela della specie.

## I prodotti caseari
Dal latte della Nera di Arbus possono essere ricavati formaggi e ricotta. Tali prodotti, su richiesta del Comune di Arbus e con il sostegno dell'Agenzia Laore della Regione Autonoma della Sardegna, dal 14 marzo 2019 sono inseriti nella lista dei Prodotti agroalimentari tradizionali dal Ministero delle politiche agricole alimentari e forestali.

### Tipologia
Si tratta di formaggi a breve, semi e lunga stagionatura, ottenuti dal latte delle pecore nere di Arbus.  Le diverse tipologie di formaggio, prevedono la breve stagionatura, con consumo entro i 60 giorni e la lunga stagionatura, a partire dai 120 giorni e fino ad oltre un anno di maturazione.
Il formaggio a breve stagionatura presenta una forma leggermente bombata con scalzo convesso, di colore giallo paglierino, con la presenza sul piatto di un leggero disegno conferito dai piani di appoggio. Il peso è variabile, da mezzo chilo fino a 3 chili. La buona umidità del prodotto e la tecnologia di trasformazione adottata fanno sì che il prodotto risulti totalmente mantecabile al palato sprigionando sentori legati alla qualità del latte conferendo una complessità di aromi difficilmente riscontrabili in prodotti con meno di 60 giorni di maturazione. L'uso di tecnologia produttiva completamente a freddo mantiene inalterati i sentori del latte ascrivibili alle caratteristiche dei pascoli e della macchia mediterranea prospiciente il mare.
Per quanto riguarda la media e lunga stagionatura invece si va dai 120 giorni di maturazione fino ad oltre un anno. La crosta è di colore giallo paglierino presentando sul piatto un leggero disegno conferito dai piani di appoggio. Al taglio la pasta appare di colore giallo pallido con occhiatura regolare e ben distribuita. Con il progredire della maturazione sprigiona intensi caratteri di sapidità e piccantezza, compatto alla masticazione e grazie alla sua complessità, induce salivazione che rende il bolo ben mantecabile ed in grado di sprigionare la complessità di sentori legati alla tipologia del latte utilizzato a crudo e mantiene inalterati e amplificati l’insieme dei sentori dei pascoli e della macchia mediterranea.

### Produzione
Originariamente il formaggio veniva prodotto all’interno di piccoli fabbricati costituiti da un unico locale di altezza ridotta e con tetto in tegole (in sardo chiamato "sa domu de su casu",  cioè "la casa del formaggio")  in cui si svolgevano tutte le fasi di produzione, trasformazione e stagionatura del formaggio. Al centro di questo locale era sistemato lo spazio destinato al fuoco ("sa forredda", cioè il fornello) in cui si procedeva al riscaldamento del latte posto all’interno di un contenitore in rame ("su cardaxiu") che veniva utilizzato per la coagulazione dello stesso latte. Nel medesimo locale veniva fatta la salatura e la stagionatura del formaggio, il quale veniva affumicato con le essenze di macchia mediterranea. A partire dagli anni '60 del XX secolo, con la nascita dei caseifici e successivamente dei primi mini-caseifici, nel rispetto della tradizione, si continua a produrre queste tipologie di formaggi, con l’apporto di piccole varianti alla tecnologia, legate alla introduzione di nuove attrezzature e all'esigenza del rispetto delle norme igienico sanitarie: ad esempio il tradizionale contenitore del latte in rame (in sardo su cardaxiu)  è stato sostituito per la fase di coagulazione dalla macchina polivalente e le fasi di formatura, rivoltamento delle forme, salatura e stagionatura avviene con macchinari e in celle frigo mentre nella produzione artigianale nella domu de su casu, oltre all'utilizzo di contenitori in legno, sono necessari step extra come la picchettatura (cioè l'aggiunta con le mani di piccoli pezzi di cagliata finalizzata a regolarizzare la forma del formaggio), la lisciatura e la "barba" (operazione eseguita con le mani finalizzata a rendere liscia la superficie della forma di formaggio) e la stufatura (riscaldamento con siero di latte caldo e pressatura).

## Il marchio
Il consiglio comunale di Arbus il 20 gennaio 2020 ha approvato all'unanimità il regolamento sul Marchio Pecora Nera di Arbus e i relativi disciplinari di produzione. Contestualmente è stato approvato il marchio grafico, consistente in una stilizzazione del particolare corno dell'animale e della sua testa, registrato poi il 30 aprile seguente.
Il prodotto di Pecora Nera di Arbus ha raggiunto prima il riconoscimento P.A.T.  e successivamente è diventato un Marchio Collettivo Geografico, il quale consente a tutti i prodotti derivati dalla pecora Nera di Arbus di essere marchiati e distribuiti con la denominazione "Prodotto di Pecora Nera di Arbus". Il marchio non è limitato solo ai prodotti caseari ma fa ricadere la sua protezione anche sui prodotti derivati dall'animale come la carne, la lana e i prodotti artigianali come i coltelli Arburesa con manico in corno di montone o ariete di Pecora Nera.